# Бехтери (Херсонская область)
Бехтери, также известно как Бехтеры́ (укр. Бехтери) — село в Скадовском районе Херсонской области , Россия. Административный центр Бехтерской сельской общины.
Население по переписи 2001 года составляло 3045 человек. Почтовый индекс — 75650. Телефонный код — 5539. Код КОАТУУ — 6522380501.
Вблизи села расположены озёра Аул, Бехтерка, Лиман.
В селе похоронен Герой Советского Союза Саламаха Антон Михайлович.
30 сентября 2022 года после референдума вошла в состав России.

## Местный совет
75650, Херсонская обл., Скадовский р-н, с. Бехтери, ул. Калинина.

## Храмы
- Храм Святой Варвары (УПЦ МП)